# Carli Banks
Carli Banks (Waverly Iowa; 16 de noviembre de 1985) es una modelo erótica de Estados Unidos. Debutó en Penthouse en la edición norteamericana de junio de 2005.

## Biografía
Tras egresar de secundaria en la Muscatine High School de Iowa (instituto de educación que destaca la formación deportiva y artística), Tasha Gilleland se mudó a Los Ángeles, California como aspirante a actriz. Se inició en el modelaje como aficionada para ganar algo de dinero y fue entonces descubierta por un agente de la revista Penthouse, convirtiéndose en modelo del mes de junio de 2005 bajo el seudónimo de Carli Banks y adquiriendo casi inmediata notoriedad a los 20 años. Según una entrevista a Luke Ford, su novio de aquel entonces se oponía a que ella dejara su Iowa natal, pues su carácter era conservador, era aficionado a las publicaciones eróticas y Tasha, bromeando, le había sugerido que alguna vez podría aparecer en ellas. Al regresar de su estadía en Los Ángeles, Tasha enseñó a su novio el ejemplar de Penthouse donde posaba, quien se molestó bastante ya que ella le había mentido diciéndole que era modelo de modas, y puso fin la relación. Posteriormente la modelo admitiría haberlo hecho a propósito. Aunque liberal en sus ideas, Tasha ha confesado que en ocasiones se ha sentido avergonzada por su exposición mediática ligada al erotismo y ha llegado a arrepentirse de que sus fotografías se encuentren disponibles por Internet, teniendo en cuenta que ni su madre ni su abuela saben de su oficio, solo su padre, a quien describe como "una persona muy sexual" y asiduo seguidor de publicaciones eróticas, razón por la cual ella suele advertirle anticipadamente cuando debe abstenerse de adquirir algún ejemplar en cuyas páginas ella aparece.
Desde su exitoso comienzo, que se consolidó con la portada de Hustler en su edición de febrero de 2006, Carli tiene una prolífica carrera como modelo erótica posando para afamados fotógrafos como Suze Randall, J. Stephen Hicks y Ron Harris. Aunque durante los primeros años de trayectoria nunca realizó escenas duras (o hardcore) con hombres (solo escenas lésbicas), el 27 de septiembre de 2010 comunicó a los seguidores de su sitio oficial la difusión de su primer video de sexo explícito no simulado de felación con su novio en la vida real. Según Carli, a veces él se muestra incómodo con su trabajo pues "Todos en la UCLA (donde él es estudiante) saben a qué me dedico", reconociendo además que mantiene una relación estrecha con la fraternidad de su novio, quienes la aconsejan en sus decisiones e incluso le reprochan sesiones demasiado extremas o explícitas (como intensas escenas de lesbianismo, masturbación explícita con objetos y osadas sesiones de tipo fetichista).
Carli Banks tiene comunicación con sus seguidores a través de su cuenta de Twitter y participando activamente en foros. En sus palabras, ha realizado solo 15 videos de sexo explícito no simulado (todos ellos en compañía de su novio y sólo para comercializarlos en privado con sus seguidores del sitio en línea pagado). En junio de 2011, Carli volvió a ser modelo del mes de la revista Penthouse y a la fecha ha publicado su trabajo, consistente en más de más de 120 sesiones fotográficas y decenas de videos, en más de 40 sitios en línea para adultos, consolidándose como una de las más reconocidas modelos eróticas y desnudistas estadounidenses de la internet.

## Filmografía (Selecta)
- All Alone: Single Girl Masturbation
- All Alone: Single Girl Masturbation: Part 2
- Aperture
- Barefoot Confidential 45
- Beautiful Couples
- Bob's Videos Private Editions: Ultimate Nylon 9
- Decadent Divas 28
- Fem Staccato
- Finger Licking Good 3
- Girls Only Pool Party
- Girlvana 2
- Sex Dance Fever
- Sex Kittens 27
- Swimsuit Seduction
- Taboo 22
- The Boobs Of Hazzard
- The Boobs Of Hazzard 2

## Premios
- 2008 - Nominada para el premio AVN Award: Best All-Girl Sex Scene (Mejor escena de sexo entre mujeres) de Fem Staccato (compartido con Andie Valentino)